# 小吻螺𩷶
小吻螺𩷶，為輻鰭魚綱鯰形目𩷶鯰科的其中一種，為熱帶淡水魚，分布於亞洲湄公河及湄南河流域，體長可達47.2公分，棲息在大河底層水域，以二枚貝為食，會進行季節性洄游，生活習性不明。